# تعویض پیام
در ارتباطات راه دور، تغییر پیام شامل پیام‌هایی می‌شود که به‌طورکامل و یک‌بار در‌یک زمان ارسال می‌شوند. این موضوع از سوئیچینگ مدار تکامل یافت و پیشروی سوئیچینگ بسته بود.
نمونه‌هایی از تغییر پیام، ایمیل می‌باشد که در آن پیام از طریق سرورهای میانی متفاوت ارسال می‌شود تا برای ذخیره، به سرور ایمیل برسد. برخلاف سوئیچینگ بسته، پیام به واحدهای کوچک‌تر تقسیم نمی‌شود و به‌طور مستقل از طریق شبکه ارسال می‌شود.
وسترن یونیون در دهۀ 1950 یک سیستم سوئیچینگ پیام به‌نام Plan 55-A را برای پردازش تلگرام اجرا نمود. لئونارد کلاین راک در سال 1962 در مؤسسۀ فناوری ماساچوست یک پایان‌نامۀ دکترا نوشت که در آن تأخیرهای صف در این سیستم را تجزیه‌وتحلیل کرد.
سوئیچینگ پیام توسط شرکت رادیویی کالینز، نیوپورت بیچ، کالیفرنیا، در طول دورۀ 1959-1963 برای فروش به خط‌های هوایی بزرگ، بانک‌ها و راه‌آهن ساخته شد.
طراحی اصلی ARPANET پیشنهاد و تصمیم ویسی کلارک در آوریل 1967 برای استفاده از پردازنده‌های پیام رابط برای ایجاد و تشکیل یک شبکۀ  تغییر پیام بود. بعد از جلسۀ مهم در نخستین سمپوزیوم ACM دربارۀ اصول سیستم‌های عامل در اکتبر 1967، که در آن راجر اسکانتلبری کار دونالد دیویس را ارائه داد و به‌کار پال باران اشاره نمود، لری رابرتز تغییر بسته را در طراحی شامل کرد.
SITA شبکۀ سطح بالای (HLN) در سال 1969 اجرایی شد، که ترافیک داده‌ها را برای خط‌های هوایی در زمان واقعی از طریق یک شبکۀ پیام سوئیچ‌شده از طریق خط‌های اجاره‌شدۀ مشترک حمل‌و‌نقل اداره می‌کند. این شبکه به‌عنوان یک شبک‌ تغییر بسته سازماندهی شده‌است.
سیستم‌های سوئیچ پیام امروزه عمدتاً از راه شبکه‌های دادۀ سوئیچ‌شده با بسته یا سوئیچ مدار اجرا می‌شوند. هر پيام به‌عنوان يک مورد جداگانه برخورد می‌شود و همچنین حاوی اطلاعات آدرس است و در هر سوئیچ این اطلاعات خوانده می‌شود و مسیر انتقال به سوئیچ بعدی تصمیم میگیرد. باتوجه به شرایط شبکه، ممکن است یک مکالمۀ چند پیام در یک مسیر منتقل نشود. هر پیام قبل از انتقال به سوئیچ بعدی (معمولاً به‌دلیل محدودیت‌های رام) در هارد دیسک ذخیره می‌شود. به‌همین‌دلیل آن را شبکۀ "خازن و پیشرو" نیز می‌گویند. ایمیل،  یک برنامۀ رایج برای تغییر پیام است. تأخیر در تحویل دادن ایمیل اجازۀ انتقال داده‌های زمان واقعی بین دو کامپیوتر را می‌دهد.
انتقال تلفنی به‌سرعت و UUCP مثال‌هایی از سیستم‌های تغییر پیام هستند.
وقتی از این شکل سوئیچ استفاده می‌شود، هیچ مسیر فیزیکی بین فرستنده و گیرنده پیش از این تعیین نمی‌شود. در عوض، هنگامی که فرستنده یک بلوک داده را برای ارسال دارد، آن را در اولین دفتر سوئیچینگ (یعنی روتر) ذخیره می‌کند و سپس بعد از آن یک‌بار به‌بعد ارسال می‌شود. هر بلوک در فرم واحد خود دریافت می‌شود، برای پیداکردن خطاها بازرسی می‌شود و سپس ارسال یا انتقال مجدد صورت می‌گیرد.
یک نوع شبکۀ فروشگاه و ارسال داده‌ها به شبکه منتقل می‌شوند و در یک سوئیچ ذخیره می‌شوند. شبکۀ اطلاعات را از سوئیچ به سوئیچ وقتی که این کار مناسب است منتقل می‌کند، زیرا داده‌ها در زمان واقعی منتقل نمی‌شوند. اما مسدود کردن نمی‌تواند رخ دهد، اما تأخیر طولانی می‌تواند رخ دهد. محوطۀ منبع و مقصد نیازی نیست سازگار باشد، زیرا تبدیل‌ها توسط شبکه‌های سوئیچ پیام انجام می‌شود.
یک سوئیچ پیام "ترانزاکشنال" است. می‌تواند داده‌ها را ذخیره کند یا فرمت و نرخ بیت آن را تغییر دهد، سپس داده‌ها را به‌شکل اصلی خود یا شکل کاملاً متفاوت در پایان دریافت تبدیل کند. سوئیچینگ پیام داده‌ها را از منابع مختلف به‌یک مرکز مشترک تبدیل می‌کند. سوئیچ پیام یکی از فناوری‌های سوئیچینگ است.
از آن‌جا که تغییر پیام، هر پیام را در گره‌های میانگین قبل از ارسال به‌طورکامل ذخیره می‌کند، پیام‌ها تأخیر پایان‌به‌پایان را تجربه می‌کنند که بستگی به‌طول پیام و تعداد گره‌های بین‌المللی دارد. هر گره میانجی اضافی تأخیر را ایجاد می‌کند که حداقل مقدار حداقل تأخیر انتقال به داخل یا خارج از گره است. توجه داشته باشید که گره‌ها می‌توانند تأخیرهای مختلف انتقال برای پیام‌های ورودی و پیام‌های خارج از کشور به‌دلیل تکنولوژی‌های مختلف مورد استفاده در لینک‌ها داشته باشند. تأخیرهای ارسال علاوه‌بر هرگونه تأخیر انتشار است که در طول مسیر پیام تجربه می‌شود.
در یک مرکز سوئیچینگ پیام، زمانی که مسیر خروجی مورد نیاز مشغول باشد، پیام دریافتی از بین نمی‌رود. این در یک ردیف با هر پیام دیگری برای همان مسیر ذخیره می‌شود و هنگامی که مدار مورد نیاز آزاد می‌شود، به آن منتقل می‌شود. تغییر پیام به‌این‌ترتیب یک مثال از یک سیستم تأخیر یا یک سیستم صف است. سوئیچینگ پیام هنوز برای ترافیک تلگراف استفاده می‌شود و شکل اصلاح‌شدۀ آن، به‌نام سوئیچینگ بسته، به‌طور گسترده برای ارتباطات داده استفاده می‌شود.
مزایای تغییر پیام‌ها عبارتند‌از:
- کانال‌های داده‌ها بین دستگاه‌های ارتباطی به اشتراک گذاشته می‌شوند و استفاده از عرض باند را بهبود می‌بخشد.
- پیام‌ها می‌توانند به‌طور موقت در سوئیچ پیام ذخیره شوند، زمانی که ازدحام شبکه یک مشکل شود.
- برای مدیریت ترافیک شبکه از اولویت‌ها استفاده می‌شود.
- آدرس نشریات از عرض باند به‌طور مؤثرتر استفاده می‌کند زیرا پیام‌ها به‌چندین مقصد ارسال می‌شوند.

- پیام‌رسان
- تغییر مدار
- نرم‌افزار میانگین پیام
- شبکه‌های تحمل‌کننده تأخیر

1. Davies, Donald Watts (1979). Computer networks and their protocols. Internet Archive. Chichester, [Eng.] ; New York : Wiley. pp. 456–477. ISBN 9780471997504.
2. Transfilm (1956), Telegram for America, retrieved 2021-03-16
3. Kleinrock, Leonard (December 1962). Message Delay in Communication Nets with Storage (PhD thesis) (PDF) (Thesis). Cambridge: Massachusetts Institute of Technology.
4. Press, Gil. "A Very Short History Of The Internet And The Web". Forbes (به انگلیسی). Retrieved 2020-02-07. Roberts’ proposal that all host computers would connect to one another directly ... was not endorsed ... Wesley Clark ... suggested to Roberts that the network be managed by identical small computers, each attached to a host computer. Accepting the idea, Roberts named the small computers dedicated to network administration ‘Interface Message Processors’ (IMPs), which later evolved into today’s routers.
5. "SRI Project 5890-1; Networking (Reports on Meetings).[1967]". web.stanford.edu. Retrieved 2020-02-15. W. Clark's message switching proposal (appended to Taylor's letter of April 24, 1967 to Engelbart)were reviewed.
6. Roberts, Lawrence (1967). "Multiple computer networks and intercomputer communication" (PDF). Multiple Computer Networks and Intercomputer Communications. pp. 3.1–3.6. doi:10.1145/800001.811680. S2CID 17409102. Thus the set of IMP's, plus the telephone lines and data sets would constitute a message switching network
7. Press, Gil. "A Very Short History Of The Internet And The Web". Forbes (به انگلیسی). Retrieved 2020-01-30.
8. Chretien, G.J.; Konig, W.M.; Rech, J.H. (1973). "The SITA Network". Proceedings of the NATO Advanced Study Institute on Computer Communication Networks. Sussex, United Kingdom: Noordhoff International Publishing. pp. 373–396. Archived from the original on 2013-10-20.
9. Roberts, Dr. Lawrence G. (November 1978). "The Evolution of Packet Switching". Archived from the original on 24 March 2016. Retrieved 5 September 2017. Almost immediately after the 1965 meeting, Donald Davies conceived of the details of a store-and-forward packet switching system
10. Roberts, Dr. Lawrence G. (November 1978). "The Evolution of Packet Switching". Archived from the original on 24 March 2016. Retrieved 5 September 2017. Almost immediately after the 1965 meeting, Donald Davies conceived of the details of a store-and-forward packet switching system

- Leonard Kleinrock, Information Flow in Large Communication Nets, (MIT, Cambridge, May 31, 1961) Proposal for a Ph.D. Thesis
- Leonard Kleinrock. Information Flow in Large Communication Nets (RLE Quarterly Progress Report, July 1961)
- Roshan L. Sharma, "An Approach Towards Evaluating Digital Computer Controlled Message Switching Systems, IFIP Congress65, New York, May 1965.

1. ↑   {{cite book}}: Empty citation (help)
2. ↑  Transfilm (1956), Telegram for America, retrieved 2021-03-16
3. ↑   (Thesis). {{cite thesis}}: Missing or empty |title= (help)
4. ↑  Press, Gil. "A Very Short History Of The Internet And The Web". Forbes (به انگلیسی). Retrieved 2020-01-30.
5. ↑  Roberts, Dr. Lawrence G. (November 1978). "The Evolution of Packet Switching". Archived from the original on 24 March 2016. Retrieved 5 September 2017. Almost immediately after the 1965 meeting, Donald Davies conceived of the details of a store-and-forward packet switching system